# 12473 Levi-Civita
12473 Levi-Civita è un asteroide della fascia principale. Scoperto nel 1997, presenta un'orbita caratterizzata da un semiasse maggiore pari a 2,6806165 UA e da un'eccentricità di 0,1668501, inclinata di 13,54625° rispetto all'eclittica.